# Лисиціте
Лиси́ціте (болг. Лисиците) — село в Кирджалійській області Болгарії. Входить до складу общини Кирджалі.

## Населення
За даними перепису населення 2011 року у селі проживали 33 особи, усі — турки.
Розподіл населення за віком у 2011 році:
Динаміка населення: